# مخيم المية مية
مخيم المية ومية هو مخيم صغير الحجم تبلغ مساحته حوالي 54 دونما وأرضه مؤجرة لصالح الأونروا. ويقع على أطراف قرية المية ومية على تلة تبعد 4 كلم إلى الشرق من مدينة صيدا في جنوب لبنان. أنشئ عام 1954. على مداخله حاجزين للجيش اللبناني وهو كباقي المخيمات الفلسطينية في لبنان يعاني من عدة مشاكل اجتماعية مثل البطالة.
يوجد داخل المخيم ثلاث تنظيمات مسلحة وهم فتح وحماس وانصار الله.

## معلومات عامة عن المخيم[2]
. مخيم المية ومية هو مخيم للفلسطينيين اللاجئون في لبنان وهو مخيم صغير الحجم تبلغ مساحته حوالي 54 دونما أي وأرضه مؤجرة لصالح الأونروا. ويقع على أطراف قرية المية ومية على تلة تبعد 4 كلم إلى الشرق من مدينة صيدا في جنوب لبنان. أنشئ عام 1954. على مداخله حاجزين للجيش اللبناني وهو كباقي المخيمات الفلسطينية في لبنان يعاني من عدة مشاكل اجتماعية مثل البطالة. عندما وصل الفلسطينيون إلى تلك التلة الخضراء، كانت معروفة بوفرة أحراش الصنوبر وكروم العنب والتين الا ان مع بناء المخيم بدأت هذه المناظر بالتقلص

## سبب التسمية
سمي هذا المخيم بهذا الاسم بسبب وقوعه على قرية الميه وميه والأراضي الواقع عليها هذا المخيم مؤجرة للأونروا

## حدود المخيم
حد المخيم من الشرق قرية المية ومية، ومن الغرب مدينة صيدا، ومن الشمال تلة مار الياس ومنطقة الهمشري – الفوار، ومن الجنوب تلة سيروب وعين الحلوة. وهو بذلك يتربع على موقع استراتيجي يطل على مخيم عين الحلوة وحارة صيدا ومنطقة إقليم التفاح، ويكشف مناطق واسعة في الجنوب اللبناني.

## العمل والوضع الاقتصادي
لا يختلف الوضع الاقتصادي في مخيم المية والمية عن غيره من المخيمات في لبنان، فهناك بطالة مرتفعة جداً، وخصوصاً في صفوف المتعلمين وخريجي الجامعات. والعمل المتاح أمام معظم أبناء المخيم هو العمل اليومي أو الموسمي في قطاعي البناء والزراعة، يضاف إليهم من استطاع الحصول على وظيفة في منطقة صيدا، وإن كان براتب زهيد. وهناك موظفو الأونروا، ومن يتلقى مساعدات مادية من الفصائل الفلسطينية أو من تحويلات المهاجرين في الخارج.

## الخدمات
لا شك في أن المخيم يعاني على صعيد الخدمات، وخصوصاً أن الاشتباكات الأخيرة التي وقعت في خريف سنة 2018، أدّت إلى أضرار كبيرة أصابت مرافق الخدمات من ماء وكهرباء وأبنية وبنى تحتية. وعلى الرغم من تقليص الأونروا لخدماتها، إلاّ إنها لا تزال تنفذ مشاريع بتمويل من الاتحاد الأوروبي،ك مشروع ترميم المنازل المتصدعة، أو التي تعاني مشكلة النش، فيتم اختيار مجموعة من المنازل كل فترة لإجراء التصليحات اللازمة.

## الصحة
هناك عيادة واحدة تابعة للأونروا تفتح ثلاثة أيام في الأسبوع فقط، ويتم تحويل الحالات المستجدة خلال الأيام الأُخرى إلى عيادة صيدا. بينما يقصد أهل المخيم مستشفى الهمشري التابع لمنظمة التحرير الفلسطينية والقريب من المخيم، في الحالات الطارئة، وتلك التي تستدعي جراحة. كما يوجد في المخيم صيدليتين.
تغذية بالتيار الكهربائي مؤمنة من الدولة اللبنانية بالإضافة إلى مولد يؤمن الكهرباء من خلال الاشتراك. وقد تم إصلاح شبكة الكهرباء التي تضررت إلى حد كبير خلال الأحداث الأخيرة، إذ إن محّول الكهرباء الرئيسي أصيب بصورة مباشرة.
ثمة بئرين ارتوازيين وخزان للمياه يغذي المخيم تشرف عليه الأونروا، وقد تم حفر بئر منهما بمساهمة من الاتحاد الأوروبي . يُشار هنا إلى أن اللجنة الشعبية في المخيم عملت بالتنسيق مع الأونروا للتعويض عن الأضرار التي لحقت بخزانات المياه في المخيم جرّاء الأحداث الأمنية الأخيرة. وقد تم توزيع 215 خزان مياه بسعة 1000 ليتر على السكان.

## السكان

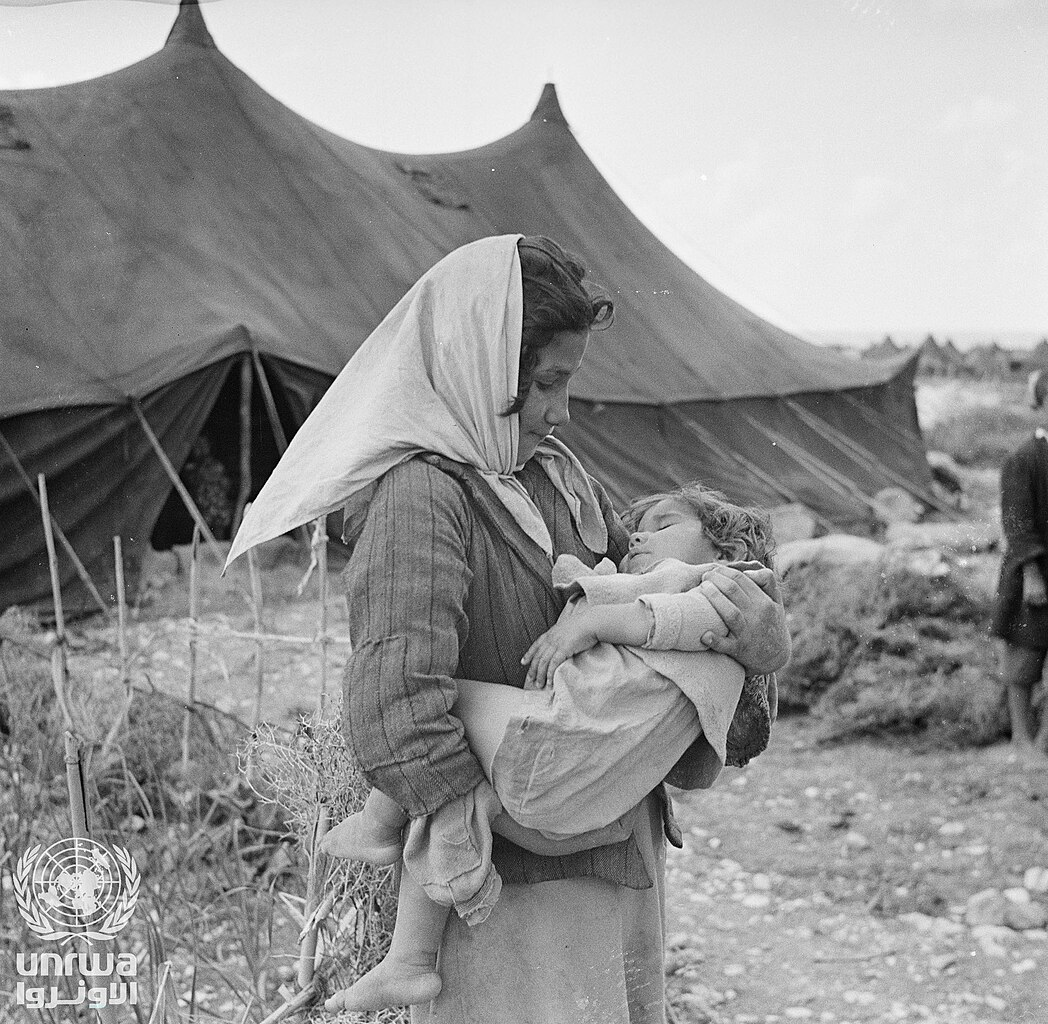
لاجئة فلسطينية تحمل شقيقتها الرضيعة النائمة في مخيم المية مية الذي أنشئ بالقرب من ميناء صيدا القديم في لبنان.

ويبلغ عدد الفلسطينيين في المخيم المسجلين في سجلات الأونروا لعام 2003 حوالي 4,995 نسمة. ينحدر معظم سكان المخيم من صفورية، الطيرة، ميرون، الجش وغيرها.
بحسب مصادر الأونروا، يبلغ عدد سكان المخيم المسجلين نحو 4,500 لاجئ، بينما تقدر مصادر اللجان الشعبية العدد بما يزيد على 5,000 نسمة، ويرجح آخرون أن يصل العدد إلى نحو 6,000 نسمة.